# Lista över covid-19-simuleringsmodeller
Covid-19-simuleringsmodeller är matematiska modeller av smitsamma sjukdomar för spridning av covid-19. Listan bör inte förväxlas med COVID-19-appar som huvudsakligen används för smittspårning av sociala kontakter. 
Observera att några av de listade applikationerna är modeller eller simulatorer som endast är webbplatser, och vissa av dem är beroende av (eller använder) realtidsdata från andra källor. 

## Modeller med mest vetenskapliga stöd
Underlistan innehåller simulatorer som bygger på teoretiska modeller. På grund av det höga antalet förtryckta undersökningar som skapats och drivits av Covid-19-pandemin, bör särskilt nyare modeller endast övervägas med ytterligare vetenskaplig stränghet.

### Simuleringar och modeller
- Chen et al. simulering baserad på BHRP-modellen ( Bats-Hosts-Reservoir-People) (endast förenklad till RP)[6]
- CoSim19[7] - Prof Lehr, baserat på SEIRD-modellen
- COVID-19 MOBILITY MODELLING[8] - Stanford baserat på SEIR-modell[9]
- COVID-19 Simulator[10] - Harvard Medical School baserad på en validerad systemdynamikmodell[11]
- COVID-19 Surge[12] - CDC[12]
- COVIDSIM[13] - av Mark Kok Yew Ng et al.
- CovidSim - Imperial College London , MRC Center for Global Infectious Disease Analysis , Neil Ferguson et al.
- CovidSim[14]  - Forskningsprojekt vid University of Applied Sciences i München, Prof Köster
- COVIDSim[15]  - skriven i MATLAB[15] av Ng och Gui[16]
- CovidSIM.eu[17]  - Martin Eichner, Markus Schwehm med stöd av universitetet i Tübingen och sponsrat av det tyska federala utbildningsministeriet.[17]
- CovidSIM[18] - Schneider et al.
- CovRadar[19]  - för molekylär övervakning av Corona-spikproteinet[20]
- Dr. Ghaffarzadegans modell[21][22]
- Event Horizon[23] - COVID-19  - HU Berlin baserat på SIR-X-modell[24]
- Evolutionär AI[25]  - "Icke-läkemedelsinterventioner (NPI) som AI genererar för olika länder och regioner över tiden, deras förutsagda effekt."[25][26][27]
- IHME-modell - COVID-modell för institut för hälsovetenskap och utvärdering
- OxCGRT[28]  - Oxford COVID-19 Government Response Tracker[27][28]
- SC-COSMO[29]  - Stanford-CIDE Coronavirus Simulation Model
- Smart investering av virus-RNA-testresurser för att förbättra Covid-19-begränsning[30][31]
- SIAMs Epidemiology Collection[32]
- Youyang Gu COVID-modell

### Genomdatabaser
Flera av dessa modeller använder sig av genomdatabaser, inklusive följande:
- DNA Data Bank of Japan
- European Nucleotide Archive
- GISAID
- Phylogenetic Assignment of Named Global Outbreak Lineages (PANGOLIN)

### Konsortier, forskningskluster och andra samlingar
- CDC-lista över prognoser inkludering och antaganden[33] - stor lista med olika modeller, etc.
- COVID-19 Forecast Hub[34] - Fungerar som ett centralt arkiv med prognoser och förutsägelser från över 50 internationella forskargrupper.[35][34]
- Nextstrain - Öppet källkodsprojekt för att utnyttja den vetenskapliga och folkhälsopotentialen hos patogen genomdata[36]
  - Se även Nextstrains SARS-CoV-2-resurser[37]
- SIMID[38] - Simuleringsmodeller av infektionssjukdomar - Belgiens forskningskonsortium
- RAMP - Snabbt stöd vid modellering av pandemin[39] (Storbritannien)
- UT Austin COVID-19 modelleringskonsortium[40]

### Vaccinationspanel, modeller eller instrumentpaneler
- COVID-19 Dashboard[41] - Center for Systems Science and Engineering (CSSE) vid Johns Hopkins University (JHU)[41][42]
- Datahub Novel Coronavirus 2019 dataset[43][44] - COVID-19 dataset Coronavirus sjukdom 2019 (COVID-19) tidsserier som visar bekräftade fall, rapporterade dödsfall och rapporterade återhämtningar.
- Simulation der COVID19-Impfkampagne[45] - Monitor för vaccinationskampanj i Tyskland av Zi Data Science Lab
- Institutet för hälsametriker och utvärdering (IHME) COVID-19-prognoser[46]

## Modeller med mindre vetenskapligt stöd
Följande modeller är endast för utbildningsändamål.
- Covid-19 Simulator[47]
- COVID19: Topp 7 - En kurerad lista[48] publicerad på Medium[48]
- github.com/topics: covid-19[49]
- ISEE Systems COVID-19-simulator[50]
- nCoV2019.live[51]  - av Schiffmann / Conlon
  - cov19.cc- av Conlon[52]
- Simul8 - COVID-19 simuleringsresurser[53]
- Simulera coronavirus med SIR-modellen[54]
- Virusspridningssimulering[55]